# ملتینا
ملتینا (به ایتالیایی: Meltina) یک منطقهٔ مسکونی در ایتالیا است که در تیرول جنوبی واقع شده‌است.

## خصوصیات
ملتینا ۳۶٫۹ کیلومترمربع مساحت و ۱٬۶۲۲ نفر جمعیت دارد.